# Dan Wells
Dan Wells (Utah, 4 de marzo de 1977) es un autor de novelas de terror y ciencia ficción. Actualmente vive en North Salt Lake.

## Primeros años
Wells escribió sus primeras historias basadas en la serie Elige tu propia aventura, cuando estaba en segundo año. Terminó su primera novela cuando tenía 22 años. Es graduado de la Universidad Brigham Young. 
Es el hermano del autor Robison Wells.

## Carrera
Wells es conocido como el autor de I Am Not a Serial Killer, una novela de terror publicada en Estados Unidos por Tor Books. Ha sido vendida en Reino Unido, Australia, Alemania, México y República de China.
También es uno de los cuatro autores (incluyendo a Mary Robinette Kowal, Brandon Sanderson, y Howard Tayler) que contribuyen en el podcasting Writing Excuses.

## Saga Partials
A finales de 2012 se anunciaba que V&R Editoras publicaría la saga Partials en toda Latinoamérica. Esto generó mucha expectativa entre los lectores de literatura juvenil.
Partials: La conexión obtuvo cierto éxito en los Estados Unidos que luego se replicó en América Latina. La saga mezcla un mundo distópico, elementos de biotecnología y escenas de acción. 
«La historia requirió mucha investigación de dos áreas centrales: biología (todo el tema de los virus) y el tema de un escenario post-apocalíptico. La biología fue la clave para todo el libro, porque quería que Kira supiera cómo curar la plaga, pero no quería que sonara confuso». decía el autor en una entrevista brindada al blog Sueños y Palabras .
Partials: La conexión se publicó en enero de 2013 en Argentina y México.

### Serie John Wayne Cleaver

#### Primera Trilogía
- I Am Not a Serial Killer (2009) (No Soy un Serial Killer)
- Mr. Monster (2010) (No Soy el Señor Monstruo)
- I Don't Want To Kill You (2011) (No Quiero Matarte)

#### Novella
- Next of Kin (2014)

#### Segunda Trilogía
- The Devil's Only Friend (2015) (El único amigo del demonio)
- Over Your Dead Body (2016) (Sobre tu cadáver)
- Nothing Left To Lose (2019) (Nada más que perder)

### Serie Parciales
- Partials (2012) (Partials La Conexión))[6]
- Fragments (2013) (Fragmentos)
- Ruins (2014) (Ruinas)
- Isolation (2012) (Aislados)[7]

### Serie Mirador
- Bluescreen (2016) (Bluescreen)
- Ones and Zeroes (2018) (Unos y Ceros)
- Active Memory (2019) (Memoria Activa)

### Novelas
- A Night of Blacker Darkness (audiolibro, 2011), escrito por Frederick Whithers (autor) y Cecil G. Bagsworth III (editor)
- The Hollow City ISBN 978-0765331700 (2012)
- The Butcher of Khardov (2013)

### Historias Cortas
- "The Amazing Adventures of George" (2000), en Leading Edge #40
- "Charybdis" (2011), en Leading Edge #61
- "The Mountain of the Lord" (2011), en Monsters & Mormons (Peculiar Pages)

### Editoriales
- How to Write Good (2000), en Leading Edge #40